# تپه قدیم‌آباد
تپه قدیم آباد مربوط به دوران پیش از تاریخ ایران باستان تا دوران‌های تاریخی پس از اسلام است و در استان قزوین، شهرستان البرز، بخش مرکزی شهرستان البرز، روستای قدیم آباد واقع شده و این اثر در تاریخ ۲۵ اسفند ۱۳۷۹ با شمارهٔ ثبت ۳۲۲۳ به‌عنوان یکی از آثار ملی ایران به ثبت رسیده است.